# Педро де Трехо
Педро де Трехо (шп. Pedro de Trejo; Пласенсија, 1534. — непознато, око 1600), био је шпански песник и писац ренесансе и Златног века.

## Биографија
Педро де Трехо рођен је 1534. године у граду Пласенсија као син Алвара Мартинеза де Веласка и Беатриз Трехо. Аутор је чувеног дела Cancionero general de obras dirigidas al muy alto y poderoso Don Phelipe Segundo. Године 1556. отпловио је за Нову Шпанију, а живео је у мексичким градовима Закатекас, Колима и Лагос у којима је и стварао уметност. Током 1568. године инквизиција га је оптужила за богохуљење и након скандалозног суђења осуђен је да служи казну као принудни војник.
Иако је ренесанса у „нови свет“ дошла преко италијанских утицаја које је у мексичку поезију увео Гутијере де Сетина, Педро де Трехо, заједно са Еухенијом Салазаром де Аларконом и Хуаном де ла Куевом спада у ред познатијих мексичких ренесансних писаца.